# Międzynarodowe Spotkania Poetyckie „Maj nad Wilią”
Międzynarodowe Spotkania Poetyckie „Maj nad Wilią” (lit. Tarptautiniai poetiniai susitikimai „Gegužė prie Neries“) – międzynarodowy interdyscyplinarny festiwal poetycki związany ze środowiskiem wileńskiego kwartalnika Znad Wilii, coroczne święto literatów, pisarzy, poetów, filmowców i innych osób związanych z kulturą polską na Litwie, uważany za jedno z najważniejszych wydarzeń literackich na Litwie, z udziałem twórców z całego świata, organizowany na Litwie przez Romualda Mieczkowskiego.
Realizowane m.in. ze środków MSZ oraz Fundacji Pomoc Polakom na Wschodzie.

## Historia
Pierwszy festiwal „Maj nad Wilią” odbył się w 1994 roku. Celem imprezy jest promocja poezji polskiej z różnych krajów Europy i świata, a także ukazanie Wilna i Wileńszczyzny jako ziemi wielokulturowej oraz przyczynienie się do aktywizacji polskiego życia kulturalnego w miejscowościach, w zdecydowanej większości zamieszkałych przez Polaków. Sam organizator Romuald Mieczkowski - poeta wileńsko-warszawski - za zadanie festiwalu uznaje ukazanie (...) dorobku miejscowych twórców polskich, stanu naszego posiadania w aspekcie twórczym, dążenie do wypracowania mechanizmów partnerstwa i współpracy, pozyskanie przyjaciół, stworzenie możliwości integracji z profesjonalnymi twórcami na Litwie, w Polsce i na świecie, oraz by twórczość dawnych wilnian oraz twórców związanych z Wilnem nie zanikała.
Od roku 1994 patronowali festiwalowi m.in. Czesław Miłosz i Tadeusz Konwicki, zaś gośćmi z Polski byli m.in. Krzysztof Zanussi, Marek Skwarnicki, Kazimierz Orłoś, Tomasz Łubieński, Krystyna Konecka,   Hanna Kowalewska, Bogdan Urbankowski, Józef Baran, Zbigniew Jerzyna, Romuald Karaś, Wojciech Kass, artyści malarze Andrzej Strumiłło (również jako poeta), Franciszek Maśluszczak, Wiktoria Tołłoczko-Tur, Józef Panfil, rzeźbiarz Andrzej Renes, córka Stanisława Mackiewicza - Aleksandra Niemczykowa i córka Pawła Jasienicy – Ewa Beynar-Czeczott, aktorzy – Ewa Krasnodębska, Anna Milewska, Joanna Kasperska, Krzysztof Wakuliński, Wojciech Pszoniak, Beata Poźniak-Daniels. Festiwal „Maj nad Wilią” odnotował  również obecność: Doroty Masłowskiej, Stanisława Łubieńskiego, Grzegorza Kasdepki, Brygidy Helbig-Mischewski (Niemcy-Polska), Renaty Putzlacher-Buchtovej (Czechy), Andreja Chadanowicza (Białoruś), Stanisława Zawiślińskiego, Mariana Turskiego, Mirosława Ikonowicza, Joanna Moro, Stanisława Soyki.
Impreza, kontynuująca tradycję poetyckich spotkań bez względu na bieżące konteksty, uzyskała swoją renomę. Oblicza się, że w jej dotychczasowych edycjach wzięło udział kilkuset twórców zagranicznych, reprezentujących kilkadziesiąt krajów. W spotkaniach uczestniczą regularnie współcześni poeci litewscy, a także polscy poeci z Wilna i regionu. Oprócz poetów pojawiają się także dziennikarze, redaktorzy wydawnictw, fotograficy oraz naukowcy i osoby związane ze środowiskiem kwartalnika „Znad Wilii”. „Majowi nad Wilią” tradycyjnie towarzyszą konferencje, plenery malarskie i koncerty. Organizowane są także specjalne wyprawy literackie na tereny Litwy. W 2015 roku była to wyprawa śladami Stanisława Ignacego Witkiewicza, w 2016 roku – Henryka Sienkiewicza, w 2017 roku – Melchiora Wańkowicza, zaś w 2021 roku Czesława Miłosza i Tymoteusza Karpowicza. Osoby te były jednocześnie patronami kolejnych odsłon festiwalu. 29. Festiwal Poezji "Maj nad Wilią" 2022 został zogniskowany wokół Józefa Mackiewicza i debaty... o prawdzie w poezji, jej roli dzisiaj - pod hasłem „Jedynie prawda jest ciekawa” oraz Roku Romantyzmu Polskiego. Przesłanie o prawdzie i poezji (jako nośniku dobra),która przynosi pokój za sprawą 29. Międzynarodowego Festiwalu Poezji „Maj nad Wilią” 2022 – popłynęło w świat z Czarnego Boru – z domu Józefa Mackiewicza i sprzed domu, w którym w czasie II wojny światowej mieszkał błogosławiony ks. Michał Sopoćko. 30. jubileuszowy festiwal 2023 świętuje rocznicę 700-lecia założenia grodu u zbiegu Wilii i Wilenki.
Festiwal jest inaugurowany złożeniem kwiatów pod pomnikiem Adama Mickiewicza w Wilnie, następnie odbywa się spotkanie w Domu-Muzeum Adama Mickiewicza. W programie znajduje się sesja wyjazdowa poza Wilno. Przez trzy dekady festiwal miał miejsce głównie w Wilnie, odbywały się jedynie krótsze wyjazdy do innych miejscowości na Wileńszczyźnie i do innych części Litwy. W 2024 po raz pierwszy festiwal odbył się poza Wilnem, w rejonie solecznickim.  Tradycyjnym elementem „Maja nad Wilią” jest także Środa Literacka, poprzednio w Celi Konrada, a obecnie w dawnym klasztorze bazylianów, w cerkwi unickiej św. Ducha. Przez kilka ostatnich lat uczestnicy festiwalu odwiedzali również wileńskie hospicjum im. Michała Sopoćki.
Ostatnie edycje festiwalu organizowało, jak wcześniej, Stowarzyszenie Na Rzecz Rozwoju Kultury „Znad Wilii” prowadzone przez Romualda Mieczkowskiego, współorganizatorem był Mazowiecki Instytut Kultury w Warszawie, przy udziale Fundacji "Pomoc Polakom na Wschodzie” im. Jana Olszewskiego.
Festiwal organizowany co roku z inicjatywy Mieczkowskiego z udziałem środowiskiem kwartalnika „Znad Wilii”  miał na celu promocję poezji polskiej z różnych krajów Europy i świata, a także ukazania Wilna i Wileńszczyzny jako ziemi wielokulturowej. Był łącznikiem między kulturami, między Polską a Litwą, między Wilnem a resztą świata. W ciągu trzech dekad trwania festiwalu odwiedziło go ponad 1000 osób z około 40 krajów ze wszystkich kontynentów, m.in. z Polski, Białorusi, Ukrainy, Niemiec, Francji, Węgier, Szwajcarii, Szwecji, Danii, USA, Filipin i Etiopii. Stałymi gośćmi festiwalu są m.in.: działacz mniejszości polskiej w Genewie, Stanisław Zawodnik, laureat VIII edycji międzynarodowego konkursu „Polak Roku we Włoszech i na Świecie” 2024 oraz Helena i Leonard Drożdżewiczowie.
W 2023 Romuald Mieczkowski ogłosił w mediach, że festiwal kończy funkcjonowanie w formule, którą znaliśmy dotychczas. Jak wskazał w rozmowie z Kurierem Wileńskim trzydziestka to czas na pewne podsumowania. Będzie to ostatni festiwal w dotychczasowej formule. Szkoda mi jednak jego marki, rozpoznawalnej w środowiskach literackich (...) Dlatego mam pewne pomysły na spotkania organizowane być może poza Wilnem, gdzie jest mniejsze zagęszczenie działań kulturalnych, w tym o charakterze warsztatowym i edukacyjnym, z uwzględnieniem możliwości lokalnych i przy współpracy ze środowiskami artystycznymi na Wileńszczyźnie czy nawet w innych zakątkach Litwy.
W 2024 XXXI Międzynarodowy Festiwal Poezji „Maj nad Wilią”, Śladami historii – od Witolda Wielkiego do czasów współczesnych, zawitał w rejonie solecznickim w Ejszyszkach nad Wersoką, posiadającej - według Józefa Mackiewicza jakieś specjalnie charakterystyczne piętno[…], jakby sielanka jaka. Małe laski rozrzucone wśród pól, a na polach tych wszędzie pojedyncze drzewa. Czasem spojrzysz wzdłuż ścierniska, a ono niby park, niby sad usiane całe dzikimi gruszami, dębami, dalej brzozy i klony. […] Oczu po prostu oderwać niepodobna.Uczestnictwo czołowych pisarzy litewskich – Birutė Jonuškaitė, przewodniczącej Związku Pisarzy Litwy, oraz Herkusa Kunčiusa  nawiązuje do problematyki tożsamościowej w ich twórczości.